# Alan Ball (football)
 (octobre 2014).
Pour les articles homonymes, voir Alan Ball et Ball.
Alan Ball, né le 12 mai 1945 à Farnworth (Angleterre) et mort le 25 avril 2007 à Warsash (Angleterre), était un footballeur anglais, qui évoluait au poste de milieu offensif droit ou axial à Everton et en équipe d'Angleterre.

## Biographie

### En club
Après être passé par Wolverhampton et les Bolton Wanderers, Alan Ball rejoint Blackpool en 1961.
Après la Coupe du monde remportée par l'Angleterre, il signe à Everton. (Bill Shankly, manager de Liverpool : "Ne sois pas triste, Alan. Au moins tu joueras près d'un grand club"). Avec les Toffees, Ball perd la finale de la Cup en 1968 mais remporte le Championnat d'Angleterre 1969/70. Il atteint également les quarts de finale de la Coupe d'Europe des clubs champions en 1971, marquant un triplé lors du 1er tour disputé face à l'ÍBK Keflavík. Alan Ball inscrit 20 buts en championnat avec Everton lors de la saison 1967-1968, ce qui constitue sa meilleure performance. 
En 1971, Ball est recruté par Arsenal qui débourse la somme record de 220 000 livres. Avec les Gunners, il dispute en 1972 la deuxième finale de FA Cup de sa carrière, la deuxième perdue. Puis, en 1976, Ball rejoint Southampton, club où il reste deux saisons.
En 1978, il s'envole pour les États-Unis afin d'évoluer dans le championnat de la NASL. Il joue une saison aux Philadelphia Furies, puis une autre à Vancouver (Canada). Il revient à Blackpool en 1980, où il devient entraîneur-joueur. Il retourne ensuite à Southampton le temps d'une saison.
En 1982, il s'en va jouer pour un club de Hong Kong, Eastern AA. Il revient terminer sa carrière de joueur aux Bristol Rovers, à l'âge de 39 ans. Le bilan de sa longue carrière s'élève à plus de 800 matchs joués en championnat, pour près de 200 buts marqués, avec notamment la bagatelle de 631 matchs et 157 buts en Premier League.
La carrière d'entraîneur de Alan Ball, qui l’emmène à Portsmouth, Stoke City, Exeter, Southampton, Manchester City, de nouveau Portsmouth et enfin la sélection anglaise comme adjoint de Kevin Keegan, ne connaît pas la même réussite que celle du joueur.
Alan Ball décède dans la nuit du 25 avril 2007 d'une crise cardiaque.

### En équipe nationale
Ball reçoit 72 sélections en équipe d'Angleterre entre 1965 et 1975, inscrivant huit buts.
Remarqué par Alf Ramsey, il est sélectionné pour la première fois le 9 mai 1965 lors d'une rencontre amicale contre la Yougoslavie (score : 1-1 à Belgrade). Il inscrit son premier but quelques jours plus tard, le 16 mai, contre la Suède (victoire 1-2 à Göteborg).
À 21 ans, il est le plus jeune sélectionné anglais pour la Coupe du monde 1966. Il dispute quatre rencontres lors de ce mondial, ne devenant titulaire qu'à partir des quarts de finale. Il est considéré par beaucoup comme le meilleur anglais de la finale, donnant notamment la passe décisive sur le but controversé de Geoff Hurst.
Le 25 février 1970, Ball inscrit un doublé lors d'un match amical contre la Belgique (victoire 1-3 à Anderlecht). Il dispute ensuite avec l'équipe d'Angleterre la Coupe du monde 1970, où il joue les quatre rencontres.
En 1973, l'Angleterre s'incline en Pologne et Ball se fait expulser pour une faute sur le polonais Włodzimierz Lubański. Il est le deuxième international anglais de l'histoire à recevoir un carton rouge.
En 1975, il est à six reprises capitaine de la sélection anglaise. Il s'agit de ces derniers matchs en équipe nationale.
Le nom de Alan Ball est un aptonyme.

## Palmarès de joueur

### En équipe nationale
- Vainqueur de la Coupe du monde 1966 avec l'équipe d'Angleterre

### Avec Everton
- Champion d'Angleterre en 1970
- Finaliste de la Coupe d'Angleterre en 1968

### Avec Arsenal
- Vice-champion d'Angleterre en 1973
- Finaliste de la Coupe d'Angleterre en 1972

### Avec Southampton
- Vice-champion d'Angleterre de D2 en 1978
- Finaliste de la Coupe de la Ligue anglaise en 1979

## Palmarès d'entraîneur

### Avec Portsmouth
- Vice-champion d'Angleterre D2 en 1987